# Lycianthes hypochrysea
Lycianthes hypochrysea är en potatisväxtart som beskrevs av Friedrich August Georg Bitter. Lycianthes hypochrysea ingår i Himmelsögonsläktet som ingår i familjen potatisväxter. Inga underarter finns listade i Catalogue of Life.